# LauncherOne
LauncherOne je americká dvoustupňová orbitální nosná raketa vyvinutá a provozovaná společností Virgin Orbit. Raketa startuje z podvěsu upraveného letounu Boeing B-747 "cosmic girl". První úspěšný start proběhl 17. ledna 2021 z Mojave Air and Space Port v Mohavské poušti v Kalifornii.

## Konstrukce
LauncherOne je 21,3 metru dlouhá dvoustupňová raketa na kerosin a kapalný kyslík. První stupeň s motorem NewtonThree má tah 327kN a průměr 1,8 metru. Druhý stupeň s motorem NewtonFour má tah 22kN a průměr 1,5 metru.

## Starty
| Pořadí | Datum a čas                 | Kosmodrom                 | Oběžná dráha | Užitečné zatížení                                                                               | Výsledek | Poznámky |
| ------ | --------------------------- | ------------------------- | ------------ | ----------------------------------------------------------------------------------------------- | -------- | --- |
| 1.     | 25. května 2020 19:50 UTC   | Mojave Air and Space Port | LEO          | Testovací náklad                                                                                | neúspěch | Letová zkouška, první orbitální let. Selhání startu po úspěšném uvolnění a zapálení motorů NewtonThree na prvním stupni. Prasklo vysokotlaké vedení paliva, což způsobilo, že do motoru přestal proudit kapalný kyslík. |
| 2.     | 17. ledna 2021 19:38:51 UTC | Mojave Air and Space Port | LEO          | CACTUS-1, CAPE-3, EXOCUBE-2, MiTEE, PICS 1, PICS 2, PolarCube, Q-PACE, RadFXSat-2, TechEdSat-7. | úspěch   | První úspěšný start LauncherOne. |
| 3.     | 30. června 2021 14:47 UTC   | Mojave Air and Space Port | LEO          | 27VPA, BRIK-II , STORK-4, STORK-5 (MARTA)                                                       | úspěch   | |
| 4.     | 13. ledna 2022 22:51:39 UTC | Mojave Air and Space Port | LEO          | 27VPB (PAN-A a B, GEARRS-3, TechEdSat-13), SteamSat-2, STORK-3, ADLER-1                         | úspěch   | |